# Parmotremopsis antillensis
Parmotremopsis antillensis är en lavart som först beskrevs av William Nylander och fick sitt nu gällande namn av Elix & Hale. 
Parmotremopsis antillensis ingår i släktet Parmotremopsis och familjen Parmeliaceae. Inga underarter finns listade i Catalogue of Life.